# شمبران العقد

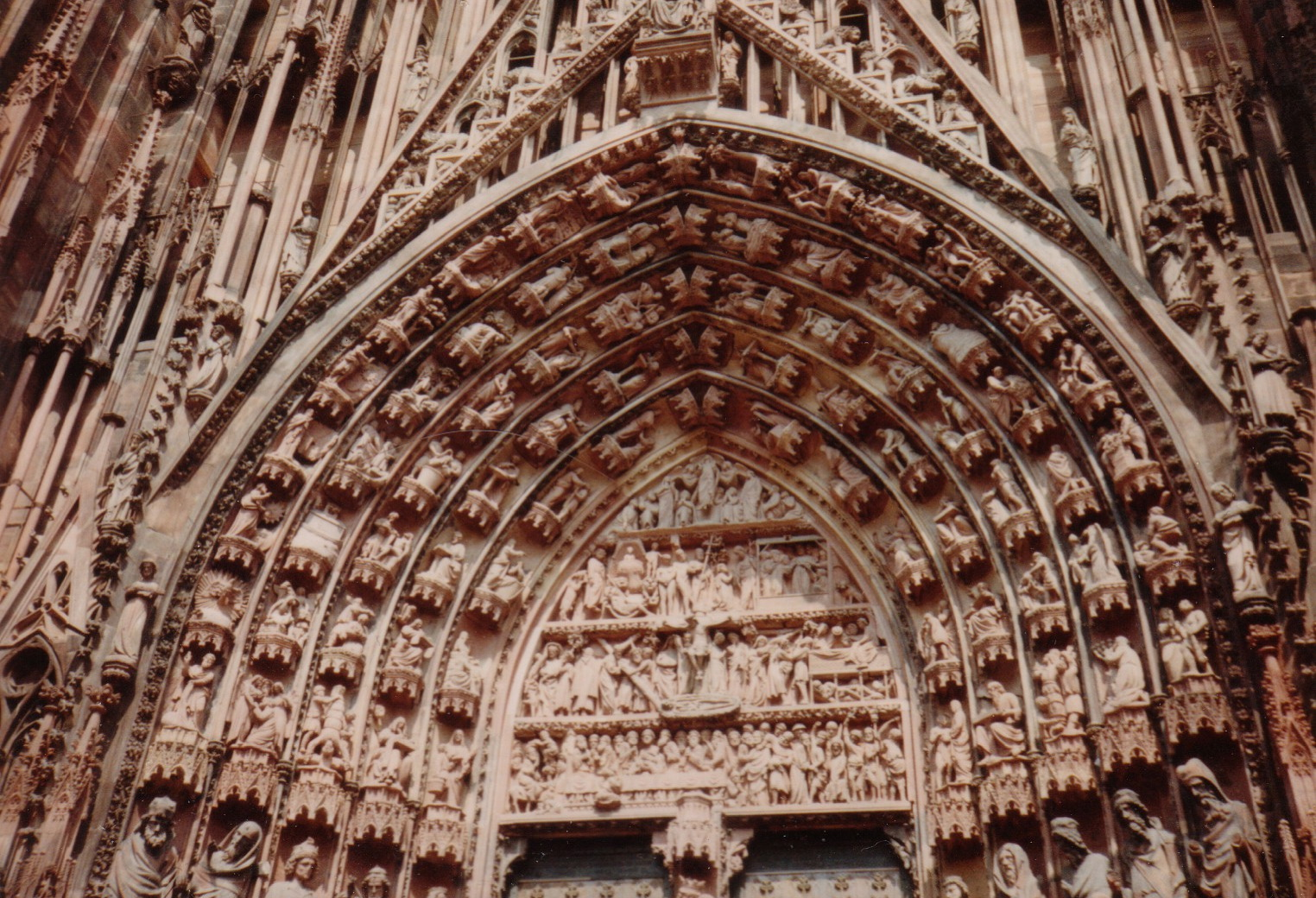
مجموعة من الشمبرانات والطبول من كاتدرائية ستراسبورج بفرنسا.

شمبران العقد هي حلية معمارية منحنية على الجانب السفلي من العقد. وتتكون من مجموعة من الحلي المعمارية محاطة بفتحة مقوسة المقابلة للعتبة في حالة وجود فتحة.

## وصلات خارجية
- University of Pittsburgh, Glossary of Medieval Art and Architecture